# China septentrional
China septentrional o del Norte (en chino tradicional, 華北; en chino simplificado, 华北; pinyin, Huáběi) es una de las seis regiones geográficas en las que se divide la República Popular de China que abarca, a nivel provincial, la región autónoma Mongolia Interior, las provincias Hebei y Shanxi y las municipalidades Pekín y Tianjin, y se extiende por la llanura del Norte de China. 
Limita al norte con Mongolia, al este con Noreste de China, al sureste con el Mar de Bohai y China oriental, al sur con China central meridional y al oeste con China del Noroeste.

## Divisiones administrativas

### Provincias
| Nombre | Chino (S) | Pinyin | Abreviación | Capital      | Chino  | pinyin       | Lista de divisiones administrativas |
| ------ | --------- | ------ | ----------- | ------------ | ------ | ------------ | ----------------------------------- |
| Hebei  | 河北      | Héběi  | 冀 jì       | Shijiazhuang | 石家庄 | Shíjiāzhuāng | Divisiones a nivel comarcal         |
| Shanxi | 山西      | Shānxī | 晋 jìn      | Taiyuan      | 太原   | Tàiyuán      | Divisiones a nivel comarcal         |

### Municipalidades
| Nombre  | Chino (S) | Pinyin  | Abreviación | Divisiones a nivel comarcal |
| ------- | --------- | ------- | ----------- | --------------------------- |
| Pekín   | 北京      | Běijīng | 京 jīng     | Divisiones administrativas  |
| Tianjin | 天津      | Tiānjīn | 津 jīn      | Divisiones administrativas  |

### Regiones autónomas
| Nombre            | Chino (S) | Pinyin    | Nombre local | Abreviación | Capital | Chino    | Pinyin    | Nombre local | Divisiones a nivel comarcal |
| ----------------- | --------- | --------- | ------------ | ----------- | ------- | -------- | --------- | ------------ | --------------------------- |
| Mongolia Interior | 内蒙古    | Nèiměnggǔ |              | 蒙 měng     | Hohhot  | 呼和浩特 | Hūhéhàotè |              | Divisiones a nivel comarcal |